# Burg Alt-Wolfskehlen

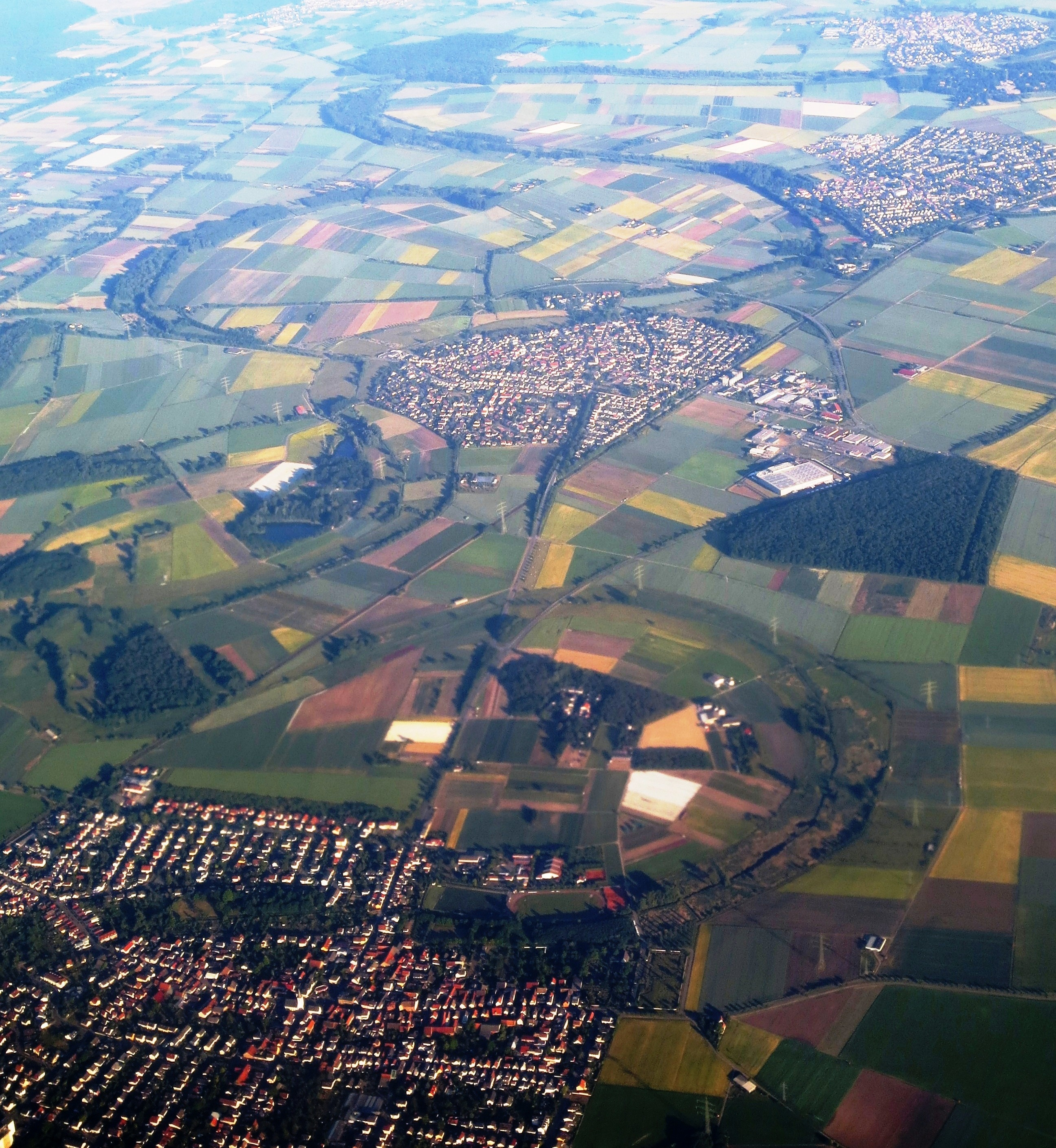
Bildmitte Wolfskehlen, oberhalb der links darüberliegenden (südlichen, Bildseite oben) Alt-Neckar Schleife lag die Burg Alt-Wolfskehlen

Die Burg Alt-Wolfskehlen, auch Alte Burg genannt, ist eine abgegangene Turmhügelburg (Motte) südöstlich des heutigen Stadtteils Wolfskehlen der Stadt Riedstadt im Kreis Groß-Gerau in Hessen.

## Lage
Bei der erstmals 1184 erwähnten ehemaligen Burganlage, deren Standort im Bereich der Flur „Bürgel“, am nach Westen zeigenden südlichen Haken des NSG Rallbruch von Wolfskehlen (ein Altlauf des Urneckars) etwa mittig zwischen den Höfen „Burghof“ und „Lindenhof“ gelegen haben soll, handelte es sich um eine Niederungsburg vom Burgentyp einer Motte, deren Gründung auf die Herren von Wolfskehlen zurückgeht.
Mit hoher Wahrscheinlichkeit ist die bei LAGIS als Burg Herrenhölzer Berg bezeichnete Burg mit der Burg Alt-Wolfskehlen gleichzusetzen, da diese direkt neben dem Herrenhölzer Berg lag: „Neben dem Herrenhölzer Berg lag die sogenannte ‚alte Wolfskehle‘, die Stammburg der Herren von Wolfskehlen.“ Der Herrenhölzer Berg war eine Sanddüne, die um 1870 abgetragen wurde. Der Name der Erhebung ist auf älteren Gemarkungskarten noch eingetragen.

## Geschichte
Als ältester Vertreter des Geschlechtes derer von Wolfskehlen wird ein Ger(h)ardus de Wolfskehlen urkundlich nachweisbar, der 1184 bis 1192 genannt wird und Vogt des Klosters Eberbach in Leeheim war. Das Dorf Wolfskehlen bis in die Mitte des 13. Jahrhunderts noch Biblos, Bibilos inferior bzw. Bibiloz genannt, übernahm danach (wahrscheinlich auch nach Bau der näher am Ort liegenden zweiten Burg) den Namen der Ritterfamilie. Gerardus hatte eine große Anzahl Kinder. Seine ältesten Söhne behielten die alte Burg, während drei seiner jüngeren Söhne gemeinschaftlich einen neuen Rittersitz erbauten, die Burg Neu-Wolfskehlen, der aber keine lange Zeit beschieden war. Die alte Burg dagegen muss mindestens noch bis ins 15. Jahrhundert bestanden haben, da der Stammsitz noch in Urkunden erscheint, u. a. urkundlich datiert am 2. Mai 1358, als Burkhard von Wolfskehl der Ältere seinen Vettern und Ganerben seinen Teil an ihrem gemeinschaftlichen Besitz verkauft, darunter auch „seinen Anteil an Altenwolfskehl“. Damit war spätestens im 14. Jahrhundert auch Alt-Wolfskehlen eine Ganerbenburg. Seine Nachfahren standen in ständigen Streit mit dem Kloster Eberbach wegen Gütern in Leeheim, Riedhausen und dem Bensheimer Hof. 1411 wird Jutta von Seeheim als Witwe Gerhardts von Wolfskehlen genannt, die Bestand um die Burg an Hanßen von Wolfskehlen verpfändete, 1481 verpfändete dann Anna von Wolfskehlen Wald um die Burg für 30 Jahre an Einwohner von Goddelau und Wolfskehlen und 1501 kauften Hans von Wolfskehlen und dessen Frau Anna von Gemmingen das als Wiese genannte Herrenholz um Altwolfskehlen von Philipp von Löwenstein und seiner Frau Margarethe von Hanark, sowie seinen Brüdern Seyfried und Wilhelm von Löwenstein zurück. Hans von Wolfskehlen, Letzter seines Geschlechtes, starb 1505 und ist in der St. Katharinen-Kirche in Oppenheim begraben. Ab Mitte des 16. Jahrhunderts finden sich keine Nachrichten mehr zur Burg.
Die nicht exakte Zuordnung vorhandener Urkunden lässt die Möglichkeit offen, das die Namen für die Burg Alt-Wolfskehlen, Herrnhölzer Berg und Neu-Wolfskehlen Bezeichnungen ein und derselben Burg sind und möglicherweise die Nachkommen des Gerardus (der als Familienleitname angesehen werden kann) nur neue Burgteile um den alten Burgsitz bauten und diese unterschiedlich bezeichneten.

## Beschreibung
1783 wird die Burg als eine zweiteilige Motte bezeichnet. Die ausgedehnte Vorburg sei von dem Mottenhügel durch einen Graben getrennt gewesen.